# Liza Križanić
Draginja- Draga Marić (1905 — 1982), u slikarstvu poznata kao Liza Križanić, pripadala je generaciji mladih umetnika koji su stvarali u Beogradu između dva rata. Rođena kao Draginja Marić,od najranije mladosti sa nadimcima Draga i Liza, udajom (1926) za karikaturistu i slikara Pjera Križanića postala je, i posle razvoda (1950) ostala, poznata pod njegovim prezimenom.

## Biografija
Rоđena u Zapadnoj Srbiji, u malom idiličnom Kosjeriću (1905), Liza je rasla u porodici koja je ulagala u obrazovanje. Njeni roditelji, Stamenko i Jelena (Raković) Marić, bili su cenjeni učitelji, i zahvaljujući njihovoj ljubavi prema knjizi, Liza će svoje školovanje nastaviti u inostranstvu. Rasla je između dvojice braće, starijeg Sretena, potonjeg znamenitog esejiste, profesora i akademika, i mlađeg Dragoslava, kasnije pravnika i državnog savetnika za međunarodno pravo.

### Školovanje
Prve likovne pouke, Liza Križanić dobija u skopskoj gimanziji (1919- 1923), od Hristifora Crnilovića. Nakon završene srednje škole, krajem 1924.godine, devetnaestogodišnja Liza odlazi u Pariz na godinu dana radi usavršavanja francuskog jezika, ali i bližeg upoznavanja sa svetskim slikarstvom. Tokom boravka u Parizu (1925- 1926), Liza je u ulici Sen Žak na Sen Mišelu delila stan sa zemljakinjom iz detinjstva, Desankom Maksimović.
Dane u Parizu provodila je učeći francuski jezik i slikajući u ateljeu Andrea Lota. Takođe je na savet svog budućeg supruga  Pjera Križanića, sa kojim se rado družila u Parizu, obilazila muzeje i galerije i pohađala časove estetike i istorije umetnosti na Sorboni. Po povratku u Beograd, udaje se za Pjera Križanića i nastavlja svoje školovanje u oblasti slikarstva.
Slikarski se obrazovala (1931- 1936) i kod Miloša Vuškovića i drugih prijatelja umetnika, a o njenoj nesvakidašnjoj lepoti svedoče i brojni portreti i aktovi koje su njeni prijatelji slikari uradili ( Kumrić, Zora Petrović, Job, Uzelac, Milunović, Dobrović...).
Kratko je pohađala i popularni večernji kurs crtanja kod Petra Dobrovića, a takodje je znanje sticala i u Londonu (1937) gde je poslata na dalje usavršavanje kao članica Međunarodnog umetničkog kluba žena. Nakon toga usledila su putovanje do Rima i Bukurešta.
Studirala je i diplomirala (1931) na Filozofskom fakultetu u Beogradu.

#### Stvaralaštvo
U slikarskom opusu Lize Križanić, preovladava upotreba ulja na platnu, nešto manje tempere, pastela i akvarela. Medju glavnim motivima njenog stvaralaštva izdvajaju se mrtve prirode, ali i predeli Beograda i Dubrovnika . Pomalo se bavila crtežom i mozaikom, a smišljala je i duhovite rečenice Pjerovih karikatura. Njeno stvaralaštvo pripada tokovima poetskog realizma i intimizma, katkad prožetih duhom kolorističkog  ekspresionizma. Od 1939. godine, redovno je učestvovala na zajedničkim likovnim smotrama.
Najveći broj njenih radova danas se čuva i izlaže u Galeriji Legata Liza Marić- Križanić u Kosjeriću, u Narodnom muzeju u Beogradu kao i u Muzeju grada Beograda.
Neki od njenih najpoznatijih radova su:
- Pogled na Beograd, ulje na platnu, 54x72,8 cm (1953)
- Suncokreti, ulje na platnu, 59,5x80,8 cm (1961)
- Cveće, ulje na platnu, 46x38 cm (1951)